# Antinaturalismo
Se entiende como antinaturalismo a la oposición a las invocaciones esencialistas de la naturaleza o el orden natural. Está asociado con el antiespecismo, el antirracismo, el feminismo y el transhumanismo.
La filosofía antinaturalista está estrechamente vinculada al movimiento francés por los derechos de los animales y al feminismo materialista.
También es respaldado por las xenofeministas, que defienden una forma de feminismo que sostiene que, si la naturaleza es injusta, debe ser cambiada.
Los defensores más notables incluyen a David Olivier e Yves Bonnardel.

## Filosofía
Los antinaturalistas defienden la permisibilidad moral inherente y absoluta del aborto, la modificación corporal, el divorcio, la anticoncepción, la cirugía de reasignación de sexo y otros medios mediante los cuales creen que los seres humanos pueden asumir el control de sus propios cuerpos y de su propio entorno.
El antinaturalismo contrasta con algunos movimientos ambientalistas radicales, que afirman que la naturaleza en sí misma es sagrada y debe ser preservada por su propio bien; en cambio, promueve la idea de que todos los actos humanos son naturales y que la preservación ecológica es importante en la medida en que es necesaria para el bienestar de los seres sintientes, no debido a algún atributo inherentemente sagrado de la naturaleza en su conjunto.
Yves Bonnardel sostiene que la ideología naturalista "va de la mano con y legitima la opresión especista de los seres sintientes no humanos", y que utilizar la ley natural para justificar la reintroducción de animales depredadores con el fin de controlar las poblaciones de otros animales es una forma de especismo.